# Polidoro (hijo de Príamo)

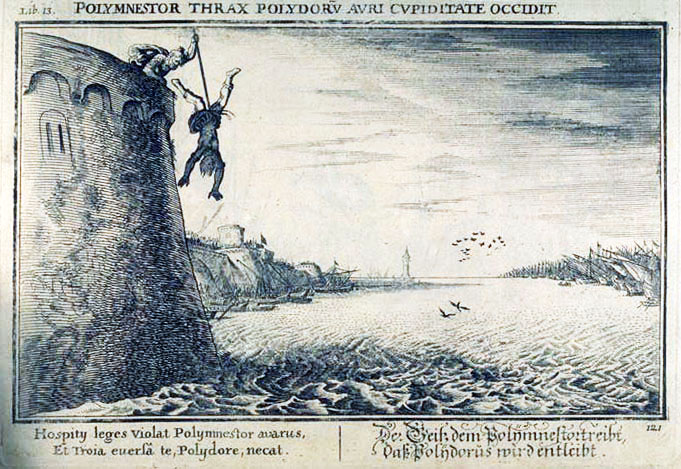
Grabado de Johann Wilhelm Baur para una edición de la obra de Ovidio Las metamorfosis: Poliméstor mata a Polidoro.

En la mitología griega, Polidoro era hijo de Príamo, rey de Troya. Su madre era Hécuba o Laótoe. 
Al iniciarse la guerra de Troya es enviado por sus padres a Tracia con su hermana Ilíona, que estaba casada con el rey Poliméstor, de forma que pudiera librarse de la guerra y del asedio que se preveía para la ciudad. Ilíona crio a Polidoro como si fuera hijo suyo junto a Deípilo, auténtico hijo suyo, como si fueran hermanos.
Los aqueos, tras conquistar Troya, prometieron a Poliméstor que se casaría con Electra, hija de Agamenón, si mataba a Polidoro, con la intención de extinguir todo el linaje de Príamo. Así, Poliméstor mató a Deípilo creyendo que mataba a Polidoro.
Cuando más tarde Polidoro consultó el oráculo, que le respondió que su patria había sido destruida por el fuego, preguntó a Ilíona, a la que creía su madre; ella le contó toda la verdad y Polidoro dejó ciego a Poliméstor y lo mató en venganza.
Sin embargo, se trata de un mito y, como tal, no cuenta con una versión más válida que otra. En la Eneida se afirma que Poliméstor, al enterarse del resultado de la guerra de Troya, que deja al príncipe troyano sin reino que le apoye, acaba con la vida de Polidoro para apoderarse de las riquezas con las que Príamo le había enviado a Tracia. El alma de Polidoro se manifiesta en un arbusto sangrante a Eneas, que huía de Troya pensando en ser acogido en la Tracia, y le conmina a huir de allí para evitar correr igual suerte.

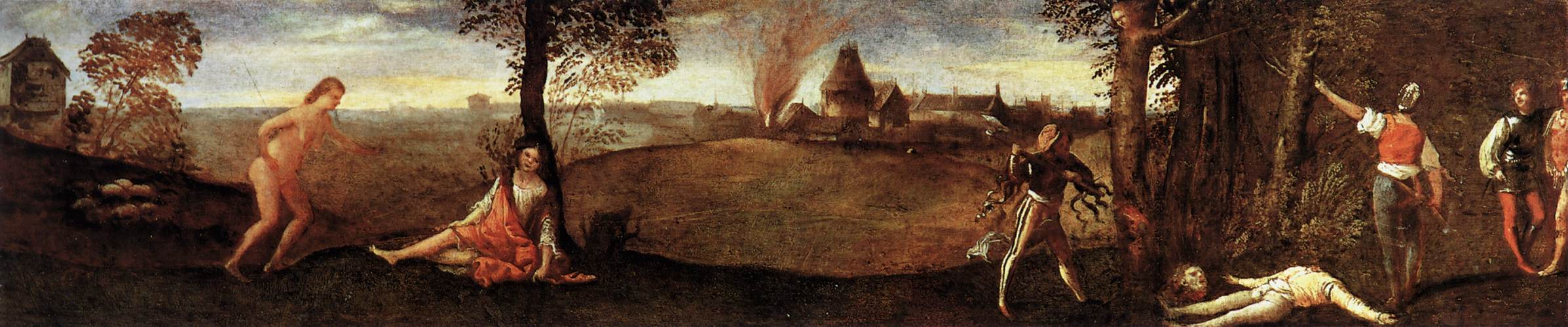
Óleo en tabla atribuido a Tiziano: La leyenda de Polidoro (Selva di Polidoro, 1506 - 1508). Museos Cívicos de los Eremitas, en Padua.

Otra versión, que Ovidio recoge en sus Metamorfosis, nos relata como Hécuba, reducida a esclava, entró a formar parte del botín que correspondía a Odiseo y fue enviada precisamente a Tracia con otras cautivas. Allí se entera de la muerte de su hijo y trama su venganza. Atrayendo a Poliméstor y a dos de sus hijos con la promesa de nuevas riquezas y, con ayuda del resto de cautivas, acaba con la vida de los tres y consuma así la venganza por la muerte de Polidoro. Al final, es transformada en perra.
Por otra parte, en la Ilíada, se dice que Polidoro era hijo de Príamo y Laótoe y que cayó en el campo de batalla traspasado por la lanza de Aquiles, muerte que motivó la ira de Héctor.